# Provincia de Hamgyŏng del Norte
Hamgyong del Norte (Hamgyŏng-pukto) es una provincia de Corea del Norte. La provincia se creó en 1896 a partir de la mitad norte de la antigua provincia de Hamgyong, siendo una provincia de Corea hasta 1945, luego pasó a ser una provincia de Corea del Norte. Su capital es Chongjin.
En la provincia se encuentran el lanzamiento de misiles Musudan-ri y el campo de concentración de Onsong. En esta provincia también se sitúa  el lugar donde el gobierno norcoreano realizó sus primeras pruebas nucleares.

## Geografía
La provincia limita al suroeste con Hamgyong del Sur, al oeste con Ryanggang y al noreste con la ciudad de Rason, territorio que se separó de Hamgyong del Norte en 1993. Al norte se encuentra la frontera internacional con la República Popular China que es delimitada por el río Tumen. El mar de Japón se extiende al este.

## Pruebas nucleares
En octubre de 2006, el gobierno norcoreano llevó a cabo en esta provincia varias pruebas nucleares. La ubicación exacta, no se conoce pero se dice que fue a varios kilómetros de la costa, en el mar de Japón.

## Organización administrativa
Hamgyong del Norte se divide en 3 ciudades ("Si") y 12 condados ("Kun").  Una de estas tres ciudades (Ch'ŏngjin) se encuentra a su vez subdividida en 7 sectores ("Kuyeok").

### Ciudades y poblaciones
- Ch'ŏngjin-si (청진시; 淸津市)
  - Ch'ŏngam-guyŏk (청암구역; 青岩區域)
  - P'ohang-guyŏk (포항구역; 浦港區域)
  - Puyun-guyŏk (부윤구역; 富潤區域)
  - Ranam-guyŏk (라남구역; 羅南區域)
  - Sinam-guyŏk (신암구역; 新岩區域)
  - Songp'yŏng-guyŏk (송평구역; 松坪區域)
  - Sunam-guyŏk (수남구역; 水南區域)
- Hoeryŏng-si (회령시; 會寧市)
- Kimch'aek-si (김책시; 金策市)

### Condados
- Hwasŏng-gun (화성군; 化成郡)
- Hwadae-gun (화대군; 花坮郡)
- Kilchu-gun (길주군; 吉州郡)
- Kyŏngsŏng-gun (경성군; 鏡城郡)
- Musan-gun (무산군; 茂山郡)
- Myŏngch'ŏn-gun (명천군; 明川郡)
- Onsŏng-gun (온성군; 穩城郡)
- Ŏrang-gun (어랑군; 漁郞郡)
- Puryŏng-gun (부령군; 富寧郡)
- Saebyŏl-gun (새별군; 새별郡)
- Ŭndŏk-gun (은덕군; 恩德郡)
- Yŏnsa-gun (연사군; 延社郡)